# Bonnie Stewart
Bonnie Madison Stewart (10 de julio de 1914 - 15 de abril de 1994) fue una matemática estadounidense, profesora en la Universidad Estatal de Míchigan desde 1940 hasta 1980. Obtuvo su doctorado por la Universidad de Wisconsin-Madison en 1941, bajo la dirección de Cyrus Colton MacDuffee.

## Contribuciones

### Teoría de los números
En 1952, se publicó la primera edición de su libro, Theory of Numbers. Las contribuciones de Stewart a la teoría de números también incluyen una caracterización completa de los números prácticos en términos de sus factorizaciones, que publicó en 1954, un año antes del descubrimiento independiente de Wacław Sierpiński del mismo resultado. 

### Geometría
En 1970 publicó un libro, Aventuras entre los toroides. Un estudio de los poliedros orientables con caras regulares, en el que discutió lo que ahora se llaman los toroides de Stewart. El libro fue escrito a mano con una cuidadosa caligrafía, e incluye numerosas fórmulas e ilustraciones. Al igual que los sólidos platónicos, los sólidos de Arquímedes y los sólidos de Johnson, los poliedros de Stewart tienen polígonos regulares como caras. Las tres primeras categorías son todas convexas, mientras que los toroides de Stewart presentan orificios con caras poligonales.

## Publicaciones seleccionadas
- B. M. Stewart, Theory of Numbers, Macmillan, 1952. 2nd ed., Macmillan, 1964.
- B. M. Stewart (1954), «Sums of distinct divisors», American Journal of Mathematics 76 (4): 779-785, JSTOR 2372651, MR 0064800, doi:10.2307/2372651..
- B. M. Stewart, Adventures Among the Toroids (1970) This 5"x13" edition was self-published by the author (printed by The John Henry Company) and has no ISBN.
- B. M. Stewart, Adventures Among the Toroids, Revised Second Edition (1980) 11"x8.5". ISBN 0-686-11936-3, converted much later to ISBN 978-0-686-11936-4